# Elektrisk ledning

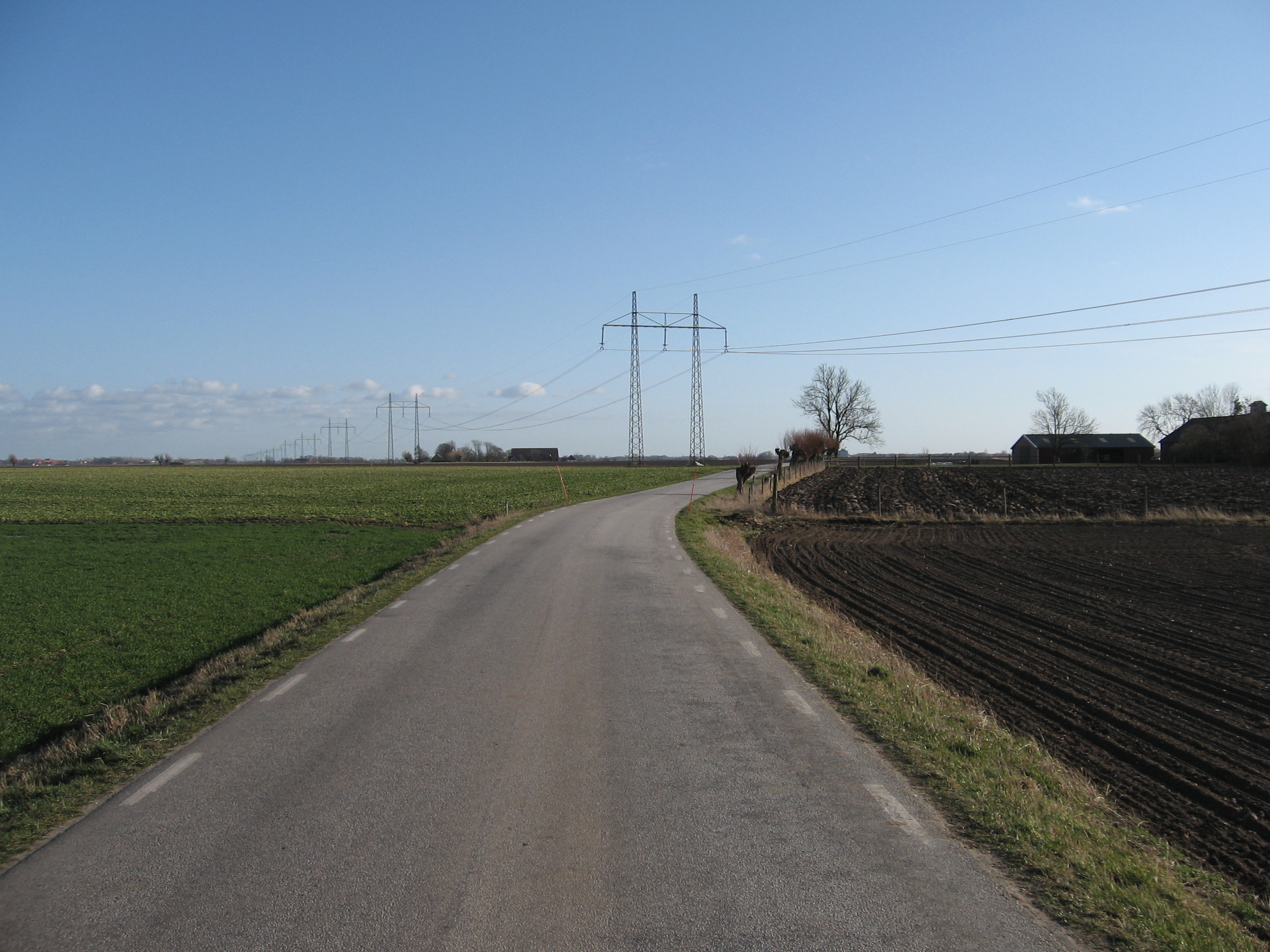
Luftledning Stamhem Lund.

En elektrisk ledning, ibland endast ledning, är en anordning som är avsedd för att leda elektrisk ström. Den består av en elektrisk ledare och kan utgöra en del av en elkabel. Strömkablar kan installeras som permanenta ledningar i byggnader, nedgrävda i marken, dras ovanför eller exponerade. Strömkablar som är buntade inuti termoplasthölje och som är avsedda att dras inne i en byggnad kallas NM-B (icke-metallisk mantlad byggnadskabel). 

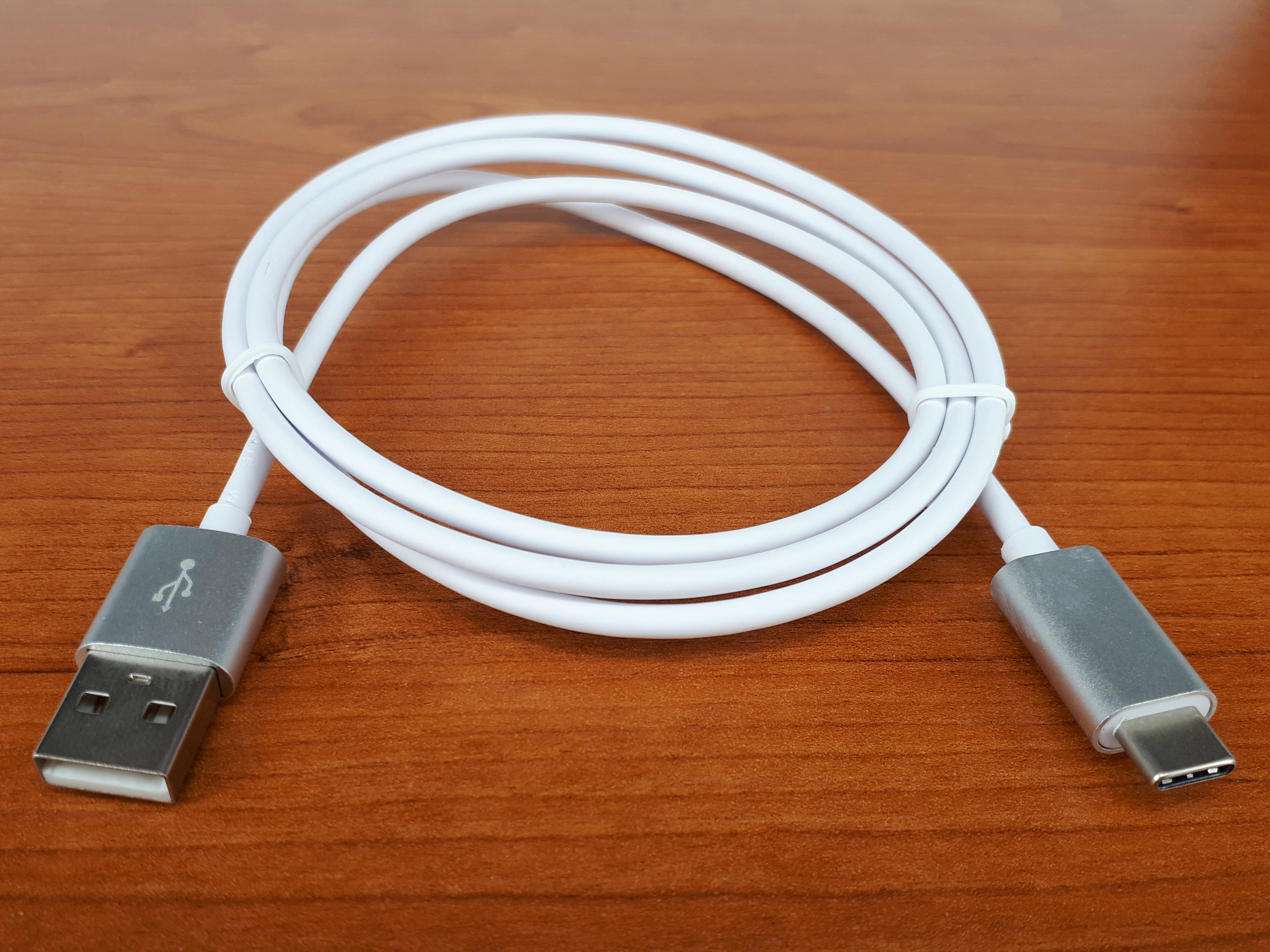
USB-C-strömkabel.

Flexibla strömkablar används för bärbara enheter, mobila verktyg och maskiner. 

## Historik
Det första kraftdistributionssystemet, utvecklat av Thomas Edison 1882 i New York, använde kopparstavar, inslagna i jute och placerade i styva rör fyllda med en bituminös sammansättning. Även om vulkaniserat gummi hade patenterats av Charles Goodyear 1844, användes det inte på kabelisolering förrän på 1880-talet, då det kom till nytta hos belysningskretsar. Gummiisolerad kabel användes för 11 000-voltskretsar 1897 installerade för kraftprojektet Niagara Falls.
Massimpregnerade pappersisolerade mellanspänningskablar började kommersiellt användas 1895. Under andra världskriget användes flera varianter av syntetiskt gummi och polyetenisolering på kablar.
Typiskt bostads- och kontorsbyggande har genomgått flera tekniker, som:
- tidiga nakna och tygklädda trådar installerade med häftklamrar

- Knopp- och rör-ledningar, 1880-1930-tal, med asfaltmättad textil eller senare gummiisolering
- Pansarkabel, känd under det generiska varumärket "BX"-flexibel stålmantel, med två tygklädda, gummiisolerade ledare[5] – introducerad 1906 men dyrare än öppna enkelledare
- Gummiisolerade trådar med mantel av vävt bomullstyg (vanligtvis impregnerade med tjära), vaxat pappersfyllmedel – introducerat 1922
- Modern två- eller treledar+jord PVC-isolerad kabel (till exempel NM-B), tillverkad av sådana märken som Romex
- Aluminiumtråd användes på 1960- och 1970-talen som en billig ersättning för koppar och används än idag. Denna anses numera osäker, utan korrekt installation, på grund av korrosion, mjukhet och krypande anslutning.[6]
- Asbest användes som en elektrisk isolator i vissa tygtrådar från 1920-talet till 1970-talet, men avbröts på grund av sin hälsorisk.[7][8]
- Teck-kabel, en PVC-mantlad pansarkabel.

## Konstruktion
Moderna strömkablar finns i en mängd olika storlekar, material och typer, var och en speciellt anpassad till sina användningsområden. Stora enstaka isolerade ledare kallas också ibland strömkablar inom industrin.
Kablar består av tre huvudkomponenter: ledare, isolering, skyddsmantel. Sammansättningen av enskilda kablar varierar beroende på användning. Konstruktionen och materialet bestäms av tre huvudfaktorer:
- Arbetsspänning, bestämmer tjockleken på isoleringen;
- Strömbärande kapacitet, bestämmer av ledarnas tvärsnittsstorlek;
- Miljöförhållanden som temperatur, vatten, kemikalier eller solljusexponering och mekanisk påverkan, bestämmer formen och sammansättningen av den yttre kabelmanteln.

Kablar för direkt nedgrävning eller för utsatta installationer kan också innefatta metallskydd i form av trådar som spiralformas runt kabeln, eller en korrugerad tejp lindad runt den. Pansringen kan vara gjord av stål eller aluminium, och även om den är ansluten till jord är den inte avsedd att bära ström under normal drift. Elkablar installeras ibland i löpbanor, som kabelstråk och kabelrännor, som kan innehålla en eller flera ledare. När den är avsedd att användas inuti en byggnad, består den icke-metalliskt mantlade byggnadskabeln (NM-B) av två eller flera trådledare (plus en jordledare) inneslutna i en termoplastisk isoleringsmantel som är värmebeständig. Den har fördelar jämfört med metallkapslad byggkabel eftersom den är lättare, lättare att hantera och har mantel som är lättare att arbeta med.
Strömkablar använder tvinnade ledare av koppar eller aluminium, även om små strömkablar kan använda solida ledare i storlekar upp till 1/0. (se även Elkabel). Kabeln kan innehålla oisolerade ledare som används för kretsens nolla eller för jordanslutning (jord). Jordledaren ansluter utrustningens hölje/chassi till jord för skydd mot elektriska stötar. Dessa oisolerade versioner är kända som blanka ledare eller förtenta bara ledare. Den totala enheten kan vara rund eller platt. Icke-ledande fyllnadssträngar kan läggas till aggregatet för att bibehålla dess form. Tillsatsmaterial kan tillverkas i icke-hydroskopiska versioner om det behövs för tillämpningen. 
Kraftkablar för speciella ändamål för lufttillämpningar är ofta bundna till en höghållfast legering, ACSR eller alumoweld-messenger. Denna kabel kallas antennkabel eller förmonterad antennkabel (PAC). PAC kan beställas utan mantel, men detta är mindre vanligt de senaste åren på grund av den låga merkostnaden för att leverera en polymermantel. För vertikala applikationer kan kabeln ha pansarvajrar ovanpå manteln, av stål eller kevlar. Pansartrådarna fästs med jämna mellanrum på stödplattor för att stödja kabelns vikt. En stödplatta kan finnas på varje våning i byggnaden, tornet eller strukturen. Denna kabel skulle kallas en pansrad stigarkabel. För kortare vertikala övergångar (kanske 10–50 m) kan en obepansrad kabel användas i kombination med korg (Kellum) grepp eller till och med specialdesignade kanalpluggar. 
Materialspecifikation för kabelns mantel tar ofta hänsyn till motstånd mot vatten, olja, solljus, underjordiska förhållanden, kemiska ångor, stötar, brand eller höga temperaturer. I kärnkraftstillämpningar kan kabeln ha speciella krav på beständighet mot joniserande strålning. Kabelmaterial för transitapplikationer kan specificeras så att de inte producerar stora mängder rök vid förbränning (låg rökfri halogen). Kablar avsedda för direkt nedgrävning måste ta hänsyn till skador från återfyllning eller nedgrävningar. HDPE- eller polypropenmantel är vanlig för denna användning. Kablar avsedda för tunnelbana (underjordiska valv) kan överväga olja, brandmotstånd eller låg röknivå som en prioritet. Få kablar idag använder fortfarande en övergripande blymantel. Vissa användare kan dock fortfarande installera pappersisolerad blytäckt kabel i distributionskretsar. Transmissions- eller undervattenskablar är mer benägna att använda blymantlar. Bly är dock på tillbakagång och få tillverkare finns idag för att tillverka sådana alternativ. När kablar måste dras där de utsätts för mekaniska skador (industrianläggningar), kan de skyddas med flexibel ståltejp eller vajerpansar, som också kan täckas av en vattentät mantel. 
En hybridkabel kan ha ledare för styrsignaler eller optiska fibrer för data.

### Högspänning
För kretsar som arbetar vid eller över 2 000 volt mellan ledarna bör en ledande skärm omsluta ledarens isolering, som jämnar ut elektrisk belastning på kabelisoleringen. Denna teknik patenterades av Martin Hochstadter 1916. Skärmen kallas ibland för en Hochstadter-skärm. Förutom den halvledande ("semicon") isoleringsskärmen kan det också att finnas en ledarskärm, som kan vara halvledande (vanligtvis) eller icke ledande. Syftet med ledarskärmen liknar isoleringsskärmen och utgör tomrumsfyllmedel och spänningsutjämnare. 
För att dränera bort ströspänning placeras en metallisk skärm att över "semicon". Denna skärm är avsedd att "göra säker" kabeln genom att dra ner spänningen på utsidan av isoleringen till noll (eller åtminstone under OSHA-gränsen på 50 volt). Denna metalliska skärm kan bestå av en tunn koppartejp, koncentriska dräneringstrådar, platta remmar, blymantel eller andra konstruktioner. De metalliska skärmarna på en kabel är anslutna till jord i ändarna av kabeln, och möjligen platser längs längden om spänningsökning under fel skulle vara farlig. Flerpunktsjordning är det vanligaste sättet att jorda kabelns skärm. Vissa speciella tillämpningar kräver skärmavbrott för att begränsa cirkulerande strömmar under kretsens normala drift. Kretsar med skärmbrott kan vara enkel- eller flerpunktsjordade. Speciella tekniska situationer kan kräva korsbindning. 
Vätske- eller gasfyllda kablar används fortfarande i distributions- och transmissionssystem idag. Kablar på 10 kV eller högre kan isoleras med olja och papper och dras i ett styvt stålrör, halvstyv aluminium- eller blymantel. För högre spänningar kan oljan hållas under tryck för att förhindra bildning av tomrum som skulle tillåta partiella urladdningar i kabelisoleringen.

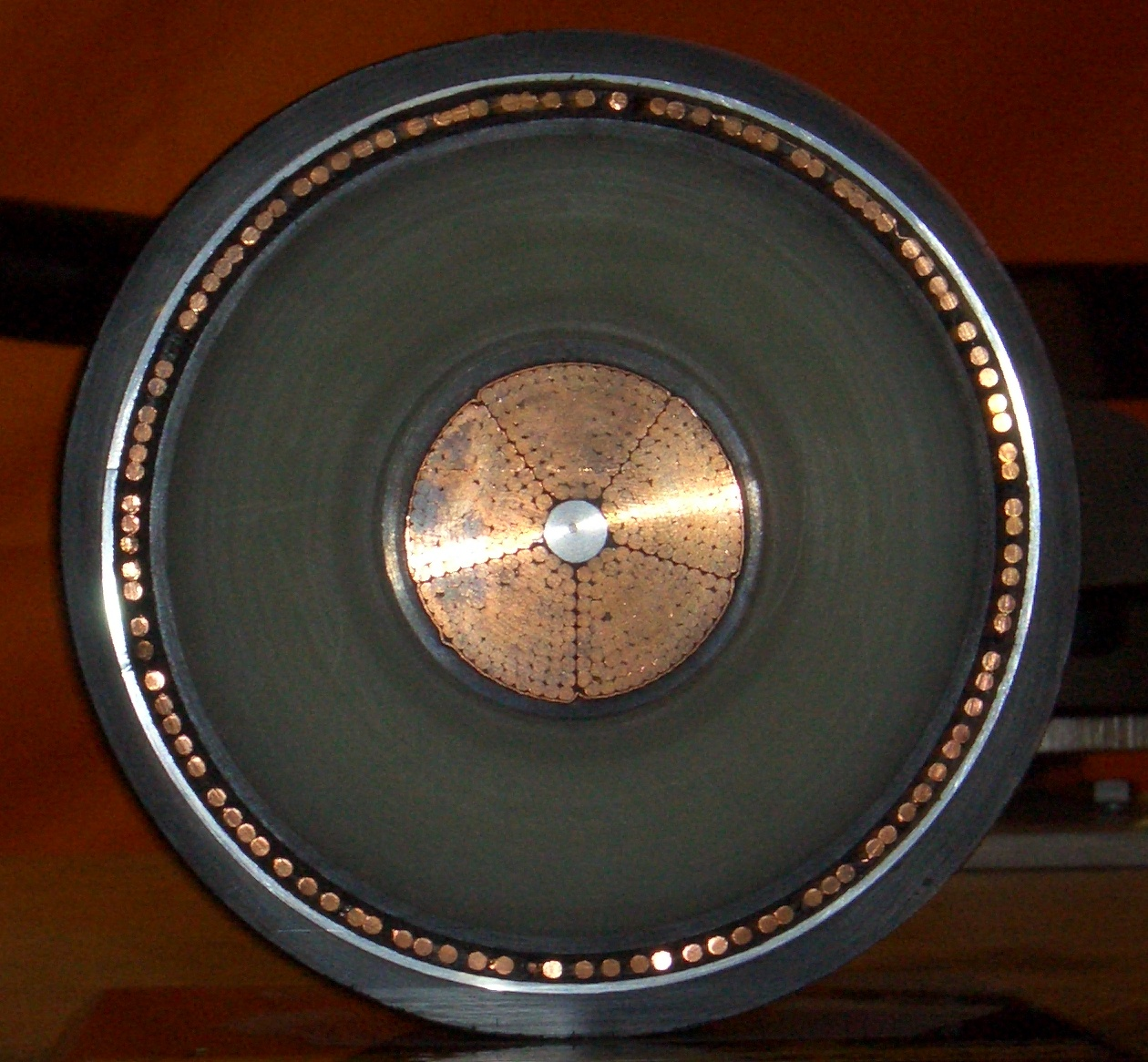
Högspänningskabel konstruerad för 400 kV. Den stora ledaren i mitten bär strömmen, mindre ledare på utsidan fungerar som en skärm för att utjämna spänningen i det tjocka polyetenisoleringsskiktet.

Vätskefyllda kablar är kända för extremt långa livslängder med få eller inga avbrott. Oljeläckage till mark och vatten är tyvärr av stor oro och att upprätthålla en uppsättning av de pumpstationer som behövs är en belastning för de flesta kraftföretags budget. Kablar av rörtyp omvandlas ofta till solid isoleringskrets vid slutet av dess livslängd trots en kortare förväntad livslängd.
Moderna högspänningskablar använder polyeten eller andra polymerer, som XLPE för isolering. De kräver speciella tekniker för skarvning och avslutning, 
Röntgenkabel är en speciell typ av flexibel högspänningskabel.